# Patellapis plicata
Patellapis plicata là một loài Hymenoptera trong họ Halictidae. Loài này được Pauly mô tả khoa học năm 1989.